# Jesús Casillas Romero
Jesús Casillas Romero (13 de mayo de 1962) es un político mexicano, senador por el estado de Jalisco desde el 1 de septiembre de 2012.

## Semblanza
Jesús Casillas es abogado egresado de la Universidad de Guadalajara creció en una familia zapopana siendo el sexto de ocho hermanos, su familia está conformada por su esposa Dora Alejandra y dos hijos Christopher Alejandro y Diego René.

## Trayectoria
A la edad de 15 años ingresó a las filas del Partido Revolucionario Institucional PRI en donde desempeñó cargos como; Secretario Técnico del Consejo Político Municipal de Zapopan, Secretario General de la Confederación Nacional de Obreros y Campesinos, también destacó como Consejero Político Estatal y delegado del Comité Directivo Estatal del PRI en algunos municipios de Jalisco.
Prefecto, profesor y subdirector en el nivel de Educación Media Básica de la Secretaría de Educación en Jalisco.
Fue el líder fundador del Sindicato de Servidores Públicos del Ayuntamiento de Zapopan, en el que se desempeñó como secretario general y logró firmar las primeras condiciones generales de trabajo con el Ayuntamiento de Zapopan, sentando como base este precedente en el estado de Jalisco.
Abogado de la Dirección Jurídica de Seguridad Pública del Municipio de Zapopan (1998-2000).
Abogado en la Sindicatura del Ayuntamiento de Zapopan (1995-1998).
Coordinador en la Secretaría General del Ayuntamiento de Zapopan.
Regidor del H. Ayuntamiento Municipal de Zapopan en el periodo 1998-2000.
Diputado Local en el Congreso de Jalisco por el distrito 6 de Zapopan en la LVII Legislatura.
Candidato del Partido Revolucionario Institucional a Presidente Municipal de Zapopan 2006.
Integrante de la Honorable Junta de Gobierno del Organismo Público Descentralizado (2007-2009).
Regidor en el Ayuntamiento de Zapopan 2007-2009.
Consejero del Instituto de Justicia Alternativa (2011).
Diputado Local en la LIX Legislatura del Congreso del Estado de Jalisco 2010-2012, en donde impulsó iniciativas de ley en materia de movilidad urbana y seguridad vial como la llamada Ley Salvavidas la cual redujo el número de muertes provocadas por accidentes viales ligados al alcohol en Jalisco.
Fue Presidente de la Mesa Directiva del congreso en el periodo de octubre de 2010 a enero de 2011.
Desde 2012 es Senador por Jalisco en la LXII Legislatura.